# Banánová mouka

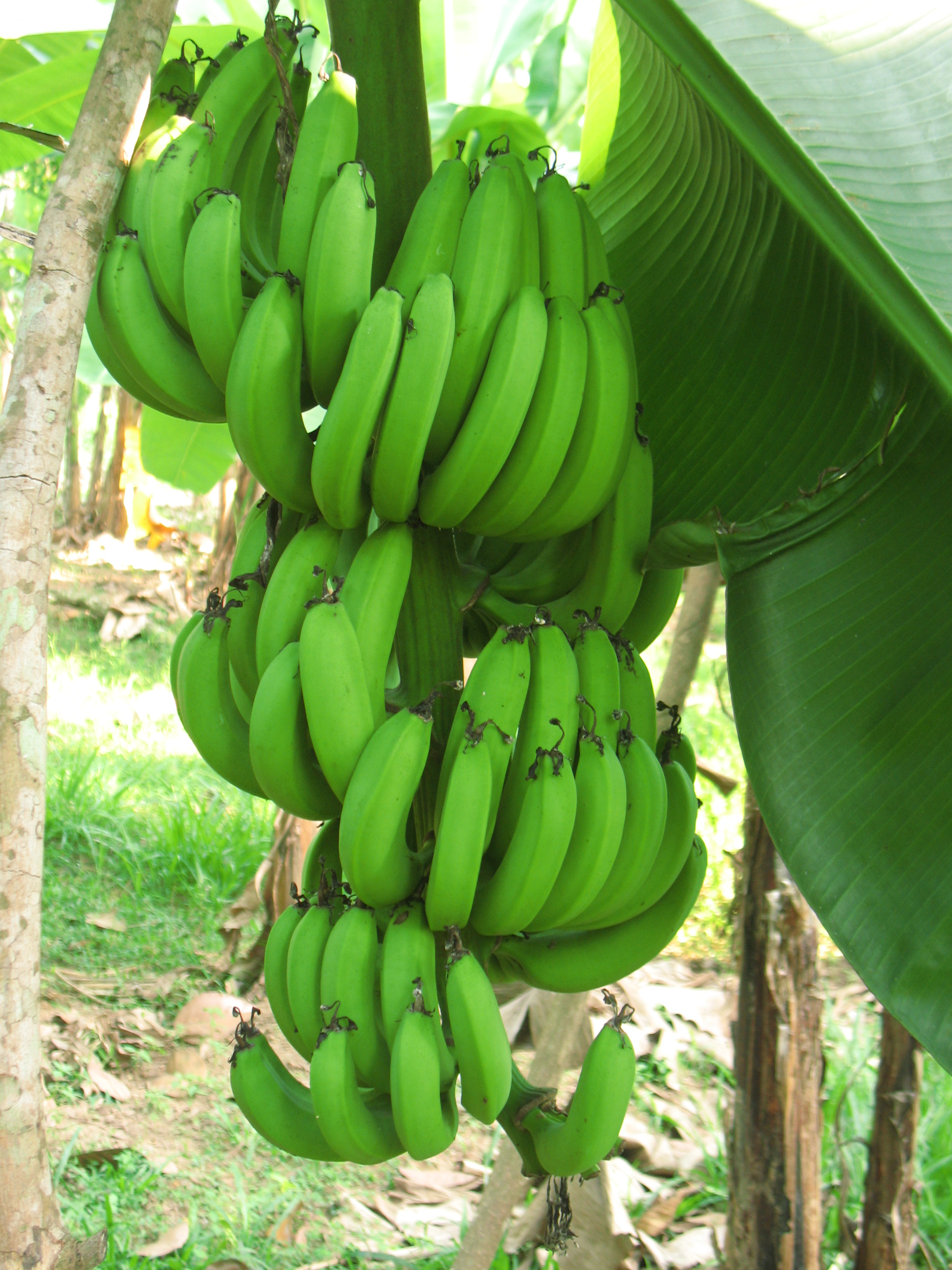
Zelené banány, čerstvý materiál pro výrobu banánové mouky

Banánová mouka je prášek tradičně vyráběný ze zelených banánů. Historicky se banánová mouka používala v Africe a na Jamajce jako levnější alternativa pšeničné mouky. V moderní době se často používá jako bezlepková náhrada pšeničné mouky nebo jako zdroj rezistentního škrobu (ten je propagován dietními trendy jako je paleo dieta). Banánová mouka, díky použití zelených banánů při její výrobě, má zasyrova velmi jemnou banánovou chuť a po uvaření má chuť zemitou, nebanánovou. Její textura připomíná lehčí pšeničné mouky a vyžaduje asi o 25 % menší objem, což z ní činí dobrou náhradu za bílou i celozrnnou pšeničnou mouku.

## Výrobní metody
Banánová mouka se obvykle vyrábí ze zelených banánů, které se oloupou, nasekají, usuší a poté rozemelou. Tradičně se tento proces provádí ručně, kdy se banány suší na slunci, v troubě nebo v domácí sušičce potravin a poté se buď rozdrtí v hmoždíři, nebo se rozemelou mechanickým mlýnkem. Pro výrobu 1 kg banánové mouky je třeba 8 až 10 kg zelených banánů. V 21. století byla v Africe a Jižní Americe zahájena velkovýroba s využitím stejné základní metodologie.
V Chile je vyvíjena alternativní metoda výroby banánové mouky s využitím odpadu ze zralých banánů. Banánový prášek se vyrábí ze sušeného a mletého plně zralého banánového pyré, a proto neobsahuje vlákninu obsaženou v mouce z banánové slupky ani rezistentní škrob, který má mouka ze zelených banánů.

## Použití

### Historické využití
Banánová mouka se tradičně vyráběla jako alternativa k drahé pšeničné mouce v různých částech Afriky a na Jamajce. Již v roce 1900 se banánová mouka prodávala také ve střední Americe pod značkou Musarina a byla propagována jako zdraví prospěšná pro lidi trpící bolestmi žaludku. Během první světové války americké ministerstvo zemědělství zvažovalo plány na výrobu banánové mouky jako náhrady za pšeničnou a žitnou mouku.

### Bezlepková alternativa mouky
Banánovou mouku dovážejí nebo vyrábějí americké a australské firmy International Agriculture Group a Natural Evolution. Tyto mouky jsou prodávány jako bezlepková alternativa k pšeničným moukám a jsou vhodné i pro lidi trpící celiakií či pro lidi, kteří se záměrně vyhýbají lepku.

### Rezistentní škrob
Banánová mouka (varianta ze zelených banánů) je vynikající a užitečný zdroj rezistentního škrobu. Rezistentní škrob označuje škrob, který odolává trávení, nerozkládá se v tenkém střevě, ale dostává se do tlustého střeva, kde funguje jako fermentovatelná vláknina. Banánová mouka může mít vysoký obsah rezistentního škrobu (>60 %) nebo nízký obsah rezistentního škrobu (<10 %) v závislosti na postupu sušení konkrétní suroviny. Banánová mouka se často používá syrová, například jako přísada do smoothie nebo nutričních tyčinek, protože vaření může obsah rezistentního škrobu snížit.

### Výroba krmiv pro zvířata a lepidel
Banánová mouka se používá jako krmivo pro zvířata v různých částech světa. Zejména se používá jako přísada do náhražek mléka pro telata. Společnosti jako Dynasty Banana Flour Manufacturing and Trading na Filipínách nebo Taj Agro Products v Indii vyvážejí banánovou mouku do celého světa, aby byla použita v krmivech pro hospodářská zvířata (kde působí jako koagulant) a pro použití při výrobě lepidel, zejména lepidel na překližku.

## Dostupnost
Banánová mouka je tradičně dostupná v Africe a Jižní Americe, a to jak z tradiční, tak komerční produkce. Jako komerční přísadu ji po celém světě zavedly společnosti jako International Agriculture Group (se sídlem v USA) nebo Natural Evolution (se sídlem v Austrálii).

## Environmentální a ekonomický přínos
Badatelé i úředníci z různých zemích vidí ve výrobě banánové mouky řešení vysoké míry plýtvání banány. Mnoho nezralých zelených banánů je vyřazeno a vyhozeno jako nevhodné k prodeji nebo vývozu. Tyto vyřazené zelené banány jsou stále vhodné pro výrobu banánové mouky a pokud by se použily k tomuto účelu, výrazně by se snížil odpad při produkci banánů. Producenti banánů by tak byli schopno zajistit si vyšší výnosy, snížil by se dopad pěstování banánů na životní prostředí a zvýšila by se světová produkce potravin, protože by se tak využily potraviny, které jinak zůstávají bez užitku.
Chilští úředníci povolili výrobu mouky z přezrálých banánů, která je vyráběna jak z přezrálých banánových slupek, tak i plodů. Tím se snižuje plýtvání banány, které se obvykle vyhazují, když nedojde k jejich prodeji, což se může stát až u 20 % banánů uvedených na trh. Tímto způsobem může banánová mouka snížit plýtvání na obou stranách produkce banánů.

## Obavy ohledně produkce
Produkce banánů je již dlouho spojována s vykořisťováním chudých pracovníků v rozvojových zemích. Produkce banánové mouky je s těmito obavami přirozeně a úzce spjata, protože někteří spotřebitelé mají pochybnosti ohledně toho, odkud banány používané na banánovou mouku pocházejí. Mnoho velkých producentů banánů se však v poslední době dohodlo na fair trade obchodních praktikách, které prokazatelně zvyšují blahobyt pracovníků na banánových plantážích.